# モア (映画)
『モア』 （More）は、1969年に公開されたバーベット・シュローダー監督、脚本による劇場長編映画としての監督デビュー作で、英語によるドラマ＝ロマンス映画である。ミムジー・ファーマーとクラウス・グリュンバーグが主演し、スペインのイビサ島におけるドラッグの魅力としてヘロイン中毒についてを扱っている。1960年代のカウンターカルチャーの政治的崩壊のなかで作られたこの映画は、麻薬体験、「フリー・ラヴ」、その他の現代ヨーロッパでの若者文化への言及をフィーチャーしている。
映画の脚本は、ポール・ジェゴフとバーベット・シュローダーによって書かれ、原作はシュローダーによる。フラン・ルイスとネストール・アルメンドロスがアート・ディレクションを担当。サウンドトラックでは、イングランドのロック・バンドであるピンク・フロイドによる作品と演奏がフィーチャーされており、後にアルバム『モア』がリリースされた。この映画に対するシュローダーのインスピレーションは、1960年代カウンターカルチャーの伝統から生まれたもので、薬物、依存症、性的自由、そしてニュー・ウェイヴ映画によく見られる人生の美しさをテーマにしている。マリファナ、ヘロイン、LSDの使用を示すシーンでは、実際の薬物が使用された。製作は1968年に始まり、映画の一部は「Jet Films」によって資金提供され、製作総指揮は低予算でレ・フィルム・デュ・ローザンジュによってなされた。
1969年8月4日に公開されると、『モア』は批評家から多くの否定的なレビューを集めた。2015年カンヌ映画祭においては、カンヌ・クラシック部門で上映されるよう選ばれた。2005年4月5日、『モア』のDVDバージョンがHome Vision Entertainmentからリリースされた。

## プロット
スティファンはリューベック出身のドイツ人学生で、数学の勉強を終えて、個人的な約束を捨てる冒険をすることにした。パリへのヒッチハイクの後、セーヌ通りとビュシ通りの交差点にあるホテル・ラ・ルイジアーヌの36号室に滞在し、カルチエ・ラタンでトランプをしている間に、チャーリーと友達になり、そして彼らはいくらかのお金を得るために強盗をすることに決めた。盛り上がるレフト・バンク（セーヌ川左岸にある地域）のパーティーにて、スティファンは自由奔放で美しいがとらえどころのないアメリカ人女性、エステルと出会い、彼女をイビサ島へと連れて行く。2人は恋人同士となった。イージーなセックス、裸の日光浴、そしてたくさんの麻薬とともに。
彼は、エステルがウォルフ博士と呼ばれる元ナチスと関わっていることを知った。ヒッピーから別荘を借りて、スティファンはウォルフ博士からエステルを救ったが、彼女は実のところ救われたくないと思っていたので、ウォルフ博士から盗んだヘロイン（古い通りの名前「馬」と呼ばれる）を彼に勧める。スティファンは当初、ヘロインを使うエステルに反対していたが、かつて使用したことがあるため、エステルはヘロインを試みるよう説得を続けた。すぐに、スティファンとエステルは2人とも重いヘロイン中毒になってしまう。彼らはLSDを使用して中毒を打破しようとし、最初は何とか清潔さを保つことができた。
しかし、しばらくすると、彼らは2人とも再びヘロインを使用。中毒から抜け出すことができず、それはすぐに制御不能なほどになり、スティファンの死へとつながっていく。

## キャスト
- エステル・ミラー - ミムジー・ファーマー
- スティファン・ブルックナー - クラウス・グリュンバーグ
- エルンスト・ウォルフ博士 - ハインツ・エンゲルマン
- チャーリー - マイケル・シャンデルリ
- ヘンリー - ヘンリー・ウルフ
- キャシー - ルイズ・ウィンク

## スタッフ
- 監督：バーベット・シュローダー
- 製作：バーベット・シュローダー
- 脚本：ポール・ジェゴフ、バーベット・シュローダー
- 撮影：ネストール・アルメンドロス
- 音楽：ピンク・フロイド

## プロダクション
1969年のフランスの映画検閲委員会は、映画が公開される前に、対話の一部を81分前後に検閲することを主張した。映画では、カップルが台所で幻覚剤の調合を混ぜ合わせるときの成分「ベンゼドリン」と「バナナの皮」という音声が削除されている。DVDでは、単語が字幕として再追加されている。
映画のほとんどはイビサ島で撮影された。港と町を支配するイビサの城が、最終幕の舞台となっている。パリでも城の近くのトンネルが使われ、映画はホテル・ラ・ルイジアーヌにある実際の36号室で撮影された。

## ポストプロダクション

### 音楽とサウンドトラック
映画の音楽についての彼の[バーベット・シュローダーの]感情は、当時、サウンドトラックを映画に合わせたくないというものでした。 彼が望んでいたのは、文字通り、たとえば車の中でラジオがオンになっている場合、車から何かが出てくるということだったのです。または、誰かが行ってテレビの電源を入れたりというように、それが何であれよかったわけです。彼は、サウンドトラックが、ビジュアルを裏付ける映画音楽ではなく、映画で起こっていることと正確に関連することを望んでいました。 —ロジャー・ウォーターズ
映画『モア』のサウンドトラックには、いくつかの典型的なインストゥルメンタル・ジャムがある。ピンク・フロイドらしくない「The Nile Song」はストゥージズのようなヘヴィ・ロックに接近し、「Cymbaline」と呼ばれるボンゴをフィーチャーしたバラードは、ロジャー・ウォーターズによって書かれたが、デヴィッド・ギルモアによってパフォーマンスを実行されている。映画では、エステルがパリのアパートでベッドから出ると、レコードをセットして着替え、「グルーヴィー!」と叫ぶ。

## リリース

### 重要な批評
リリース時に、『モア』は主に映画評論家から否定的なレビューを集め、薬物の使用と影響についてコメントした聴衆や学者によって物議を醸したレビューを受けた。Rotten Tomatoesでは、この映画に4つのレビューがあり、そのうち3つは否定的である。レビューに加重平均評価を割り当てるアロシネでは、37の評論に基づいてこの映画のスコアは3.7となっている。
映画の全体的なデザインに関して、ロジャー・イーバートは次のように述べている。「『モア』は麻薬によって自分自身を破壊する2人の快楽主義の子供たちについての奇妙で気紛れな映画です。より正確には、自分のドイツ人ボーイフレンドを破壊し、その過程で自分自身を破壊する変態アメリカ人の女の子についての映画です。……メッセージは次のようです：確かに、スピードは人を殺すが、どうすればいいものか」。

### ホームメディア
この映画は、2005年4月5日にHome Vision Entertainment傘下のThe Criterion Collectionからリリースされた。また、2011年9月19日に、英国映画協会から、1枚物のBlu-rayが、DVDバージョンとともにリリースされた。

## 参照
- 1960年代のカウンターカルチャー